# Engauge Digitizer
Engauge Digitizer - QT застосунок для оцифровування зображень графіків та діаграм. По своєму призначенню програма виконує функції, протилежні до систем рисування графіків, намагаючись відновити початкові дані на основі яких ці графіки були побудовані.
Доступний для платформ Linux, Windows, MacOS. Розповсюджується на умовах ліцензії GPL

## Можливості
- автоматичне "трасування" лінії графіку.
- Автоматичне коригування осей
- Автоматичне видалення "сміття" для поліпшення кривої трасування
- Працює в декартових, полярних, лінійних та логарифмічних координатах
- Підтримка Drag&Drop
- інструменти обробки зображень
- Імпорт з BMP, GIF, JPEG, PNG та XPM
- Експорт підтримка поширених програмних пакетів, таких як Gnuplot, Gnumeric, Microsoft Excel, OpenOffice Calc, MATLAB і Mathematica

Engauge (від en "робити" та gauge "вимірювати") словосполучення, що має на увазі конвертування файлу-зображення, що містить графік чи карту, в цифровий вигляд.

## Сайт програми
- http://markummitchell.github.io/engauge-digitizer/ [Архівовано 25 березня 2016 у Wayback Machine.]